# Here We Go (Stakka Bo-dal)
A Here We Go című dal a svéd Stakka Bo 1993-ban megjelent első kimásolt kislemeze a Supermarket című stúdióalbumról. A dalban a svéd Nana Hedin és Katarina Wilczewski vokálozott.
A dal nagy sláger volt Európa szerte, és több ország slágerlistájára is felkerült. Top 10-es sláger volt Svédországban, Dániában, Norvégiában, Ausztriában, Svájcban és Írországban. A dal 1993. június 26-án az Eurochart Hot 100-as listáján 76. helyezett volt, míg október 16-án a 17. helyig sikerült jutnia.

## Megjelenések
CD Single  Európa Stockholm Records – 859 301-2
1. Here We Go (7" Version) 4:00
2. Here We Go (12" Version) 5:47
3. Happyman	3:51
4. Natural	3:16

## Kritikák
A Gavin Report kritikája szerint a dal erősen hasonlít a Stereo MC’s csapat által képviselt hangzásra, valamint a rap betétek is hasonló stílusban íródtak.
A Music & Media írása szerint a dal nagyon is rádióbarát, és a Stereo MC’s dalaira emlékeztet a hangzása, valamint a dalban lévő rapbetétek is.

## Felhasználása a médiában
A dalt a Beavis and Butt-Head című animációs sorozatban, valamint a Prêt-à-porter, Never Been Kissed, Alien Autopsy című filmekben is hallhattuk, de felhasználták az UEFA Euro 2004-es videójátékban is.

## Slágerlista
| Slágerlista (1993)                 | Legjobb helyezés |
| ---------------------------------- | ---------------- |
| Ausztria (Ö3 Austria Top 40)       | 6                |
| Belgium (Ultratop)                 | 45               |
| Dánia (IFPI)                       | 10               |
| Európa (Eurochart Hot 100)         | 17               |
| Németország (Media Control Charts) | 15               |
| Hollandia (MegaCharts)             | 23               |
| Izland (Íslenski Listinn Topp 40)  | 5                |
| Írország (IRMA)                    | 8                |
| Norvégia (VG-lista)                | 10               |
| Svédország (Sverigetopplistan)     | 4                |
| Svájc (Schweizer Hitparade)        | 7                |
| UK (Brit kislemezlista)            | 13               |
| US Billboard (Alternative Songs)   | 20               |